# Guillermo de Ockham
Guillermo de Ockham, también Occam, Ockam, o varias otras grafías (en inglés: William of Ockham) (c.1287-9 de abril de 1347) fue un filósofo, lógico, teólogo y fraile franciscano inglés, conocido principalmente por ser el representante más destacado del nominalismo frente a las escuelas tomistas y escotistas; y por la Navaja de Ockham, un principio metodológico e innovador, y por sus obras significativas en lógica, medicina y teología.
Oriundo de Ockham, un pequeño pueblo de Surrey, cerca de East Horsley (Inglaterra), fue miembro de la Orden Franciscana y dedicó la vida a la pobreza extrema. Su doctrina fue sospechosa de herejía por las autoridades eclesiásticas al cuestionar muchos postulados de la teología tradicional, como la compatibilidad de la fe con la razón y la posibilidad de demostrar la existencia de Dios. Ockham también atacó los cimientos de la autoridad temporal del papa en sus escritos políticos, uniéndose al emperador Luis IV de Baviera en la lucha contra la Santa Sede. Murió a causa de la peste negra. 
A veces se ve la filosofía de Ockham como precursora de la ciencia moderna, el empirismo inglés y la filosofía analítica, ya que hace hincapié en el discurso racional, en detrimento de una especulación metafísica. Se le suele llamar Venerabilis Inceptor y Doctor Invincibilis.

## Biografía

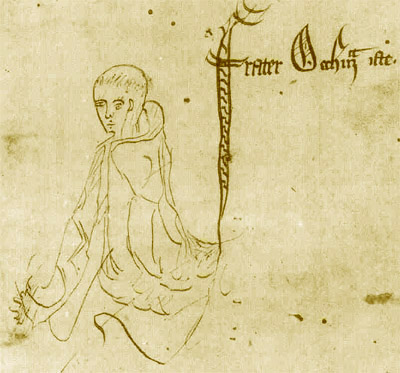
Dibujo etiquetado frater Occham iste (Este es el hermano Occham), de un manuscrito de la Summa Logicae, 1341.

Ockham entró en la Orden Franciscana siendo aún muy joven, y fue educado primero en el convento franciscano de Londres y luego en Oxford. No completó sus estudios en Oxford, pero fue durante este periodo y los años inmediatamente siguientes cuando escribió la mayoría de las obras filosóficas y teológicas sobre las que descansa primordialmente su reputación. Enseñó en la Universidad de París, siendo mentor del filósofo escolástico francés Jean Buridan (aunque luego, cerca de 1340, tendrán divergencias en sus posiciones nominalistas, lo cual es considerado un momento clave en el surgimiento del escepticismo religioso).
Sus ideas se convirtieron muy pronto en objeto de controversia. Tradicionalmente se ha considerado que fue convocado a Aviñón en 1324 por el Papa Juan XXII acusado de herejía, y pasó cuatro años allí bajo arresto domiciliario mientras sus enseñanzas y escritos eran investigados, si bien esto ha sido recientemente cuestionado.[cita requerida] De hecho, pudo haber sido enviado a Aviñón en 1324 para enseñar filosofía en la prestigiosa escuela franciscana, y ganarse así enemigos entre sus competidores académicos, especialmente los seguidores de Tomás de Aquino (que había sido canonizado por Juan XXII un año antes de la llegada de Ockham), alguno de los cuales habría acusado a Ockham de enseñar herejías. Pero hay evidencias de que hasta 1327 no fue realmente convocado ante el Papa para responder por los cargos presentados ante una comisión de expertos (sin representación franciscana), pero ningún arresto domiciliario siguió a este ejercicio, no emitiendo juicio alguno el Papa. Algún tiempo después del 9 de abril de 1328, ante el ruego de Miguel de Cesena, dirigente de la Orden franciscana, Ockham estudió la controversia entre los franciscanos espirituales y el papado sobre la doctrina de la pobreza apostólica, que se había convertido en principal para la doctrina franciscana, pero que era considerada dudosa y posiblemente herética tanto por el papado como por los dominicos. Ockham se adhirió al movimiento de los espirituales y concluyó que el Papa Juan XXII era un hereje, posición que defendió más tarde en su obra.
Antes de esperar al dictamen sobre la herejía u ortodoxia de su filosofía, Guillermo huyó de Aviñón el 26 de mayo de 1328; se dirigió a Pisa con Miguel de Cesena, llevándose consigo el sello de la orden franciscana, y otros frailes. Finalmente conseguirían la protección del emperador Luis IV de Baviera. Tras su huida de la corte papal, Ockham fue excomulgado, pero su pensamiento nunca fue oficialmente condenado. Guillermo pasó gran parte del resto de su vida escribiendo sobre asuntos políticos, incluyendo la autoridad y derechos de los poderes temporal y espiritual. Se convirtió en el cabecilla de un pequeño grupo de disidentes franciscanos en la corte de Luis en 1342, tras la muerte de Miguel de Cesena.
Murió el 9 de abril de 1347 en el convento franciscano de Múnich, probablemente a causa de la peste negra. Fue rehabilitado póstumamente por la Iglesia en 1359.

## Pensamiento
Ockham ha sido llamado «el mayor nominalista que jamás vivió» y tanto él como Duns Scoto, su homólogo en el bando realista, han sido considerados por algunos como las dos «mentes especulativas más grandes de la Edad Media» entre los pensadores pertenecientes a la escuela franciscana. Por ello, se ha escrito que son «dos de los metafísicos más profundos que jamás vivieron»(C. S. Peirce, 1869), honor que comparten con otros autores medievales como Agustín de Hipona, Alberto Magno, Tomás de Aquino, Buenaventura de Fidanza, Nicolás de Cusa o Giordano Bruno (cfr. cualquiera de las ediciones de la conocida obra de Etienne Gilson, Historia de la filosofía Medieval). A pesar de considerarse un devoto seguidor de Aristóteles, encontró dudosas muchas de sus opiniones y su objetivo era liberar a la cristiandad de lo que veía como influjos corruptos de la filosofía griega mediante interpretaciones nuevas a las del statu quo.

### Navaja de Ockham
En sus razonamientos hizo frecuente uso del «principio de economía», aunque no llegase a escribir la frase que se le atribuye: «entia non sunt multiplicanda praeter necessitatem» (no hay que multiplicar los entes sin necesidad); por ello, aunque dicho principio es muy anterior a él —ya lo utilizaban los antiguos griegos y aparece en el Organon aristotélico—, fue bautizado como «navaja de Ockham», «con la que puso las barbas de Platón a afeitar». La formulación de esta máxima, conocida en el ámbito cultural anglosajón como principio de parsimonia, tal como la formuló Bertrand Russell (1946, 462—463) en los Principia, establece que si un fenómeno puede explicarse sin suponer entidad hipotética alguna, no hay motivo para suponerla. Es decir, siempre debe optarse por una explicación en términos del menor número posible de causas, factores o variables.
Para Guillermo de Ockham, la única entidad verdaderamente necesaria es Dios; todo lo demás es contingente. Por tanto, no acepta el principio de razón suficiente, rechaza la distinción entre esencia y existencia y se opone a la doctrina tomista de intelecto agente y paciente. El escepticismo al que conduce su solicitud ontológica de parsimonia aparece en su doctrina de que la razón humana no puede probar ni la inmortalidad del alma; ni la existencia, unidad e infinitud de Dios. Estas verdades, enseña, las conocemos solo por revelación.
En conclusión los postulados de la Navaja de Ockham son:
1. No postular la existencia de identidades innecesarias para la explicación.
2. Tratar de explicar lo desconocido en términos de lo conocido.
3. Normalmente la explicación más simple es la mejor.

### Nominalismo
Ockham niega que nada universal exista fuera de la mente. Ockham argumenta que es contradictoria la misma idea de universalidad si existe, pues entonces sería un algo particular con cualidades particulares.
Pionero del nominalismo, algunos consideran a Ockham el padre de la moderna epistemología y de la filosofía moderna en general, debido a su estricta argumentación de que solo los individuos existen, más que los universales, esencias o formas supraindividuales, y que los universales son producto de la abstracción de individuos por parte de la mente humana y no tienen existencia fuera de ella. Ockham es considerado a veces un defensor del conceptualismo más que del nominalismo, ya que mientras los nominalistas sostenían que los universales eran meros nombres, es decir, palabras más que realidades existentes, los conceptualistas sostenían que eran conceptos mentales generales que vemos en las cosas, es decir, los nombres eran nombres de conceptos como la idea de azul o caballo, que sí existen, aunque solo en la mente. Ockham argumenta que es contradictoria la misma idea de universalidad si existe, pues entonces sería un algo particular con cualidades particulares.
Su tesis sobre la diferencia entre “lo universal” y “lo particular” (lo universal, decía, solo existe en la mente humana) la aplicó a la religión, y por ello se le considera un precursor de la separación entre razón y fe. Para conocer a Dios, según Ockham, solo puede servir la fe. Se alejaba así de Tomás de Aquino, partidario de conjugar filosofía y teología.

### Ética
Ockham también rechazo la ley natural de Aquino como base ética, sosteniendo que depende enteramente del mandato divino. Ockham era un voluntarista teológico que creía que si Dios hubiera querido, podría haberse encarnado como un burro o un buey, o incluso como un burro y un hombre al mismo tiempo. Fue criticado por esta creencia por sus compañeros teólogos y filósofos.

### Política
Ockham es también cada vez más reconocido como un importante contribuyente al desarrollo de las ideas constitucionales occidentales, especialmente las de gobierno de responsabilidad limitada. Los puntos de vista sobre la responsabilidad monárquica expuestos en su Dialogus (escrito entre 1332 y 1347) tuvieron gran influencia en el movimiento conciliar y ayudaron al surgimiento de ideologías democráticas liberales.
En Derecho se atribuye a Ockham, en el contexto de la querella de la pobreza del Papa Juan XXII con los franciscanos, la introducción o invención del concepto de derecho subjetivo, como un poder correspondiente a un individuo (Opus nonaginta dierum). Ello sin perjuicio de que se discuta su previa aparición en Tomás de Aquino o en el derecho romano.

### Lógica
En lógica, Ockham trabajó en dirección a lo que más tarde se llamaría Leyes de De Morgan y lógica ternaria, es decir, un sistema lógico con tres valores de verdad, concepto que sería retomado en la lógica matemática de los siglos XIX y XX.

## Seguidores de Ockham
Se considera que todo el desarrollo posterior, que alejó la teoría del derecho del derecho natural se debe en gran parte a la teoría nominalista de Ockham. Dado que no se puede establecer con certeza la esencia de un ser, igual que de un ser humano, es imposible desprender derechos de ella. En esa corriente posterior cabe destacar a pensadores como Thomas Hobbes y John Locke.

## Obras

Quaestiones in quattuor libros sententiarum

Las obras filosóficas y teológicas de Ockham han sido publicadas en una edición crítica latina en 17 tomos correspondientes a dos series: Obras teológicas (10 tomos) y obras filosóficas (7 tomos) por profesores del Franciscan Institute, vinculado a la Universidad de San Buenaventura de Nueva York entre 1967 y 1988 con el título genérico: Opera Philosophica et Theologica ad fidem codicum manuscriptorum edita cura Instituti Franciscani Universitatis S. Bonaventurae, St. Bonaventure (New York).
La mayoría de sus obras polémicas han sido publicadas por un equipo dirigido por Offer entre 1956 y 1997. Este trabajo se ha desarrollado fundamentalmente en Inglaterra. El Dialogus está editado y publicado en internet.

### Filosofía y Teología
- Scriptum in quatuor libris Sententiarum. Contiene el Ordinatio y Quaestiones in II, III, IV Sententiarum (1319 - 1323).
- Expositio aurea super totam artem veterem: Expositio super Porphyrium; Expositio super Librum Praedicamentorum; Expositio super duos Libros Perihermeneias; Expositio super duos Libros Elenchorum (después de 1318).
- Tractatus de praedestinatione et praescientia Dei et de futuris contingentibus (1318 - 1323).
- Logica maior o Summa logicae (1324 - 1328).
- Elementarium logicae o Logica media.
- Logicae tractatus minor.
- Quaestiones in octo libros physicorum, (antes de 1327, probablemente 1324).
- Philosophia naturalis sive summulae in octo libros physicorum, (1324).
- De successivis (hacia 1324, pero algunas informaciones la consideran como obra dudosa).

### Religión
- Questiones earumque decisiones.
- Quodlibeta septem (antes de 1327).
- Tractatus de corpore Christi o Tractatus primus de quantitate (después de 1323).
- Tractatus de Sacramento Altaris o Tractatus secundus de quantitate (después de 1323).
- Centiloqium theologicum (obra dudosa).
- De principiis theologiae (obra dudosa).

### Política

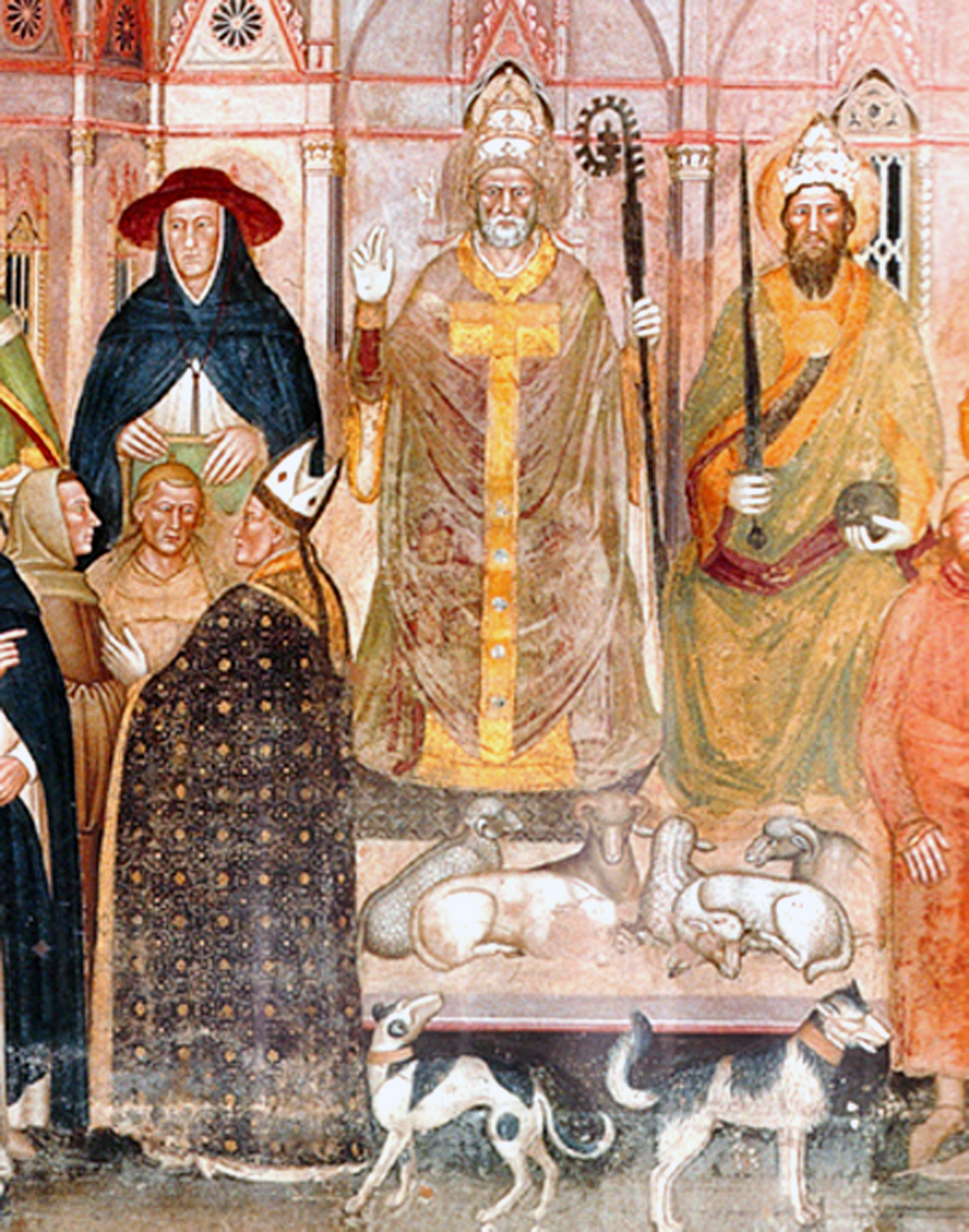
Fresco de Andrea di Buonaiuto en la Capilla de los Españoles en la basílica de Santa María Novella en Florencia, en la que aparece en el centro el Papa Inocencio VI, con tres religiosos discutiendo en el primer plano identificados como los franciscanos Guillermo de Ockham y Miguel de Cesena y el arzobispo de Pisa Simone Saltarelli, mientras que a su derecha aparece el cardenal Gil de Albornoz y a su izquierda el emperador Carlos IV de Luxemburgo.

- Opus nonaginta dierum (1330-1332).
- Contra Johannem XXII
- Compendium errorum Johannis papae XXII
- Tractatus contra Benedictum
- An princeps, pro suo succursu, scilet guerrae, possit recipere bona ecclesiarum, etiam invito papa (escrito entre 1338 y 1339)
- Dialogus inter magistrum et discipulum de imperatorum et pontificum potestate o Dialogus in tres partes diatinctus (1342-43).
- Breviloquium de principatu tyrannico super divina et humana, specialiter autem super imperium et subjetos imperio a quibusdam vocatis summis pontificibus usurpato (1339 - 1340)
- Epistola defensoria.
- Epistola ad Frates Minores
- Octo quaestionum decisiones super potestatem Summi Pontificis (después de 1339).
- De jurisdictione imperatoris in causis matrimonialibus
- De imperatorum et pontificum potestate [también conocido como 'Defensorium'] (1346–47)
- De electione Caroli IV (última obra).

## En la ficción
- Guillermo de Ockham sirvió de inspiración para la creación de Guillermo de Baskerville, personaje protagonista de El nombre de la rosa (1980) de Umberto Eco, que usaba la lógica de forma parecida y, como Ockham, se había enfrentado a acusaciones de herejía.
- Guillermo de Ockham es el personaje principal en el videojuego español La abadía del crimen basado en El nombre de la rosa.